# 阿利·伯克号驱逐舰
阿利·伯克号驱逐舰（USS Arleigh Burke (DDG-51)是美国海军阿利·伯克级驱逐舰的首舰，以海军司令阿利·伯克命名。
阿利·伯克号驱逐舰于1988年12月6日在缅因州巴斯的巴斯钢铁厂安放龙骨，1989年9月16日下水，掷瓶礼由阿利·伯克夫人施行。1991年7月4日，在弗吉尼亚州诺福克的海边举行服役典禮，阿利·伯克本人出席。
阿利·伯克号的设计者在设计过程中吸取了英国皇家海军在福克兰战争中的战斗经验和美国海军提康德罗加级导弹巡洋舰的设计经验。提康德罗加级巡洋舰被认为建造过于昂贵且升级十分困难。阿利·伯克号在设计中采用了隐身理念，使得其能够躲避反舰巡航导弹的攻击。同时，其全钢的构造也使其上层结构得到了很好的保护。

## 服役
入役完成测试后，阿利·伯克号于1993年被布署到地中海和亚得里亚海。在1995年第二次被布署到地中海期间，阿利·伯克号参与了波斯尼亚和黑塞哥维那禁飞区行动。在1998年第三次布署期间，阿利·伯克号参与了多场在地中海、亚得里亚海、红海和黑海举行的演习。在2000年-2001年第四次布置期间，阿利·伯克号出现在地中海、红海和波斯湾，以加强联合国对伊拉克的制裁。
2003年第五次布署期间，阿尔·伯克号与西奥多·罗斯福号航空母舰战斗群一起，参与了持久自由行动和伊拉克自由行动。战争期间，阿利·伯克号向伊拉克发射了戰斧巡弋飛彈，并护卫商船和海军辅助船通过阿拉伯海北部。阿利·伯克号还参与了亚丁湾反海盗护航。
2007年，阿利·伯克号参与了索马里反海盗护航行动。
2010年8月，阿利·伯克号接受了现代化改造，将服役年限延长至40年。
2014年9月22日，阿利·伯克号發射戰斧巡弋飛彈攻擊伊斯蘭國在敘利亞的據點。

## 圖片

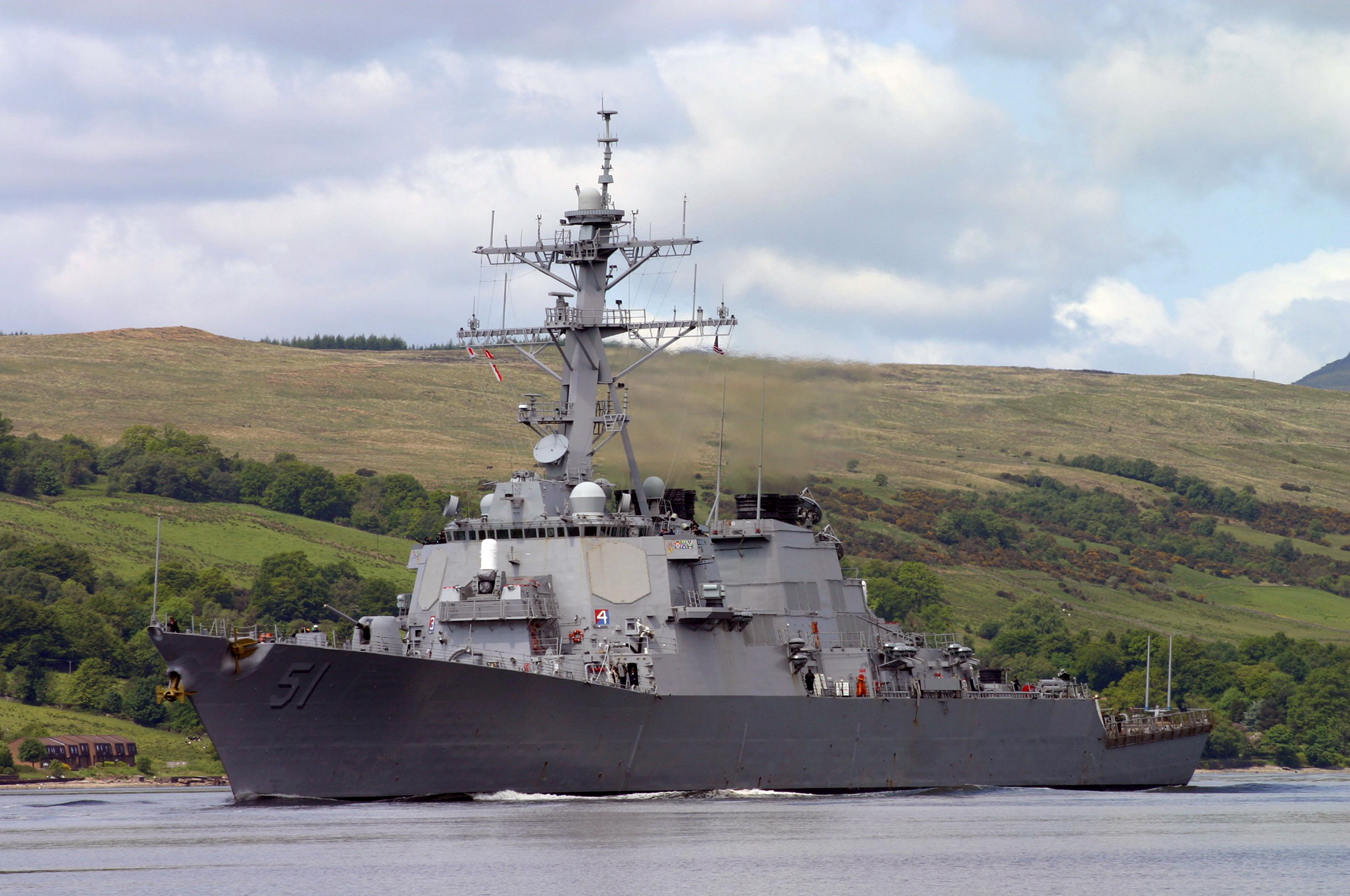
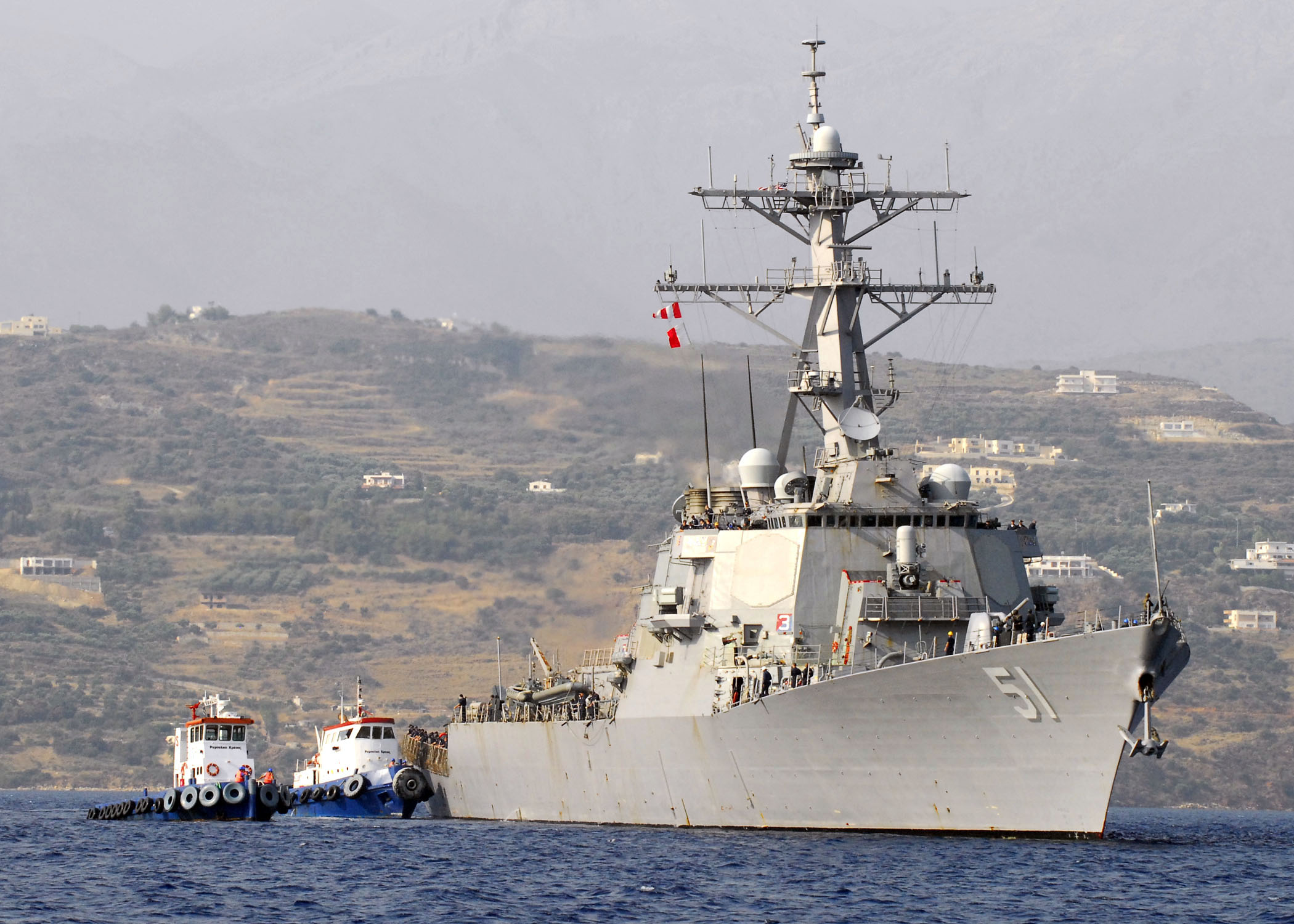
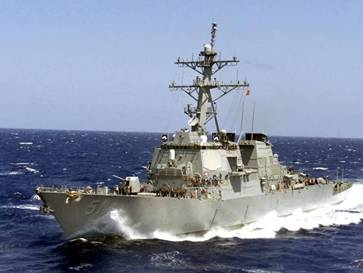
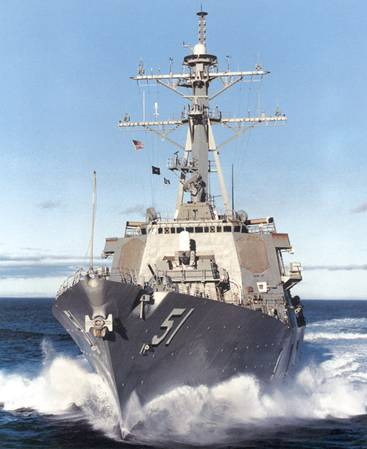
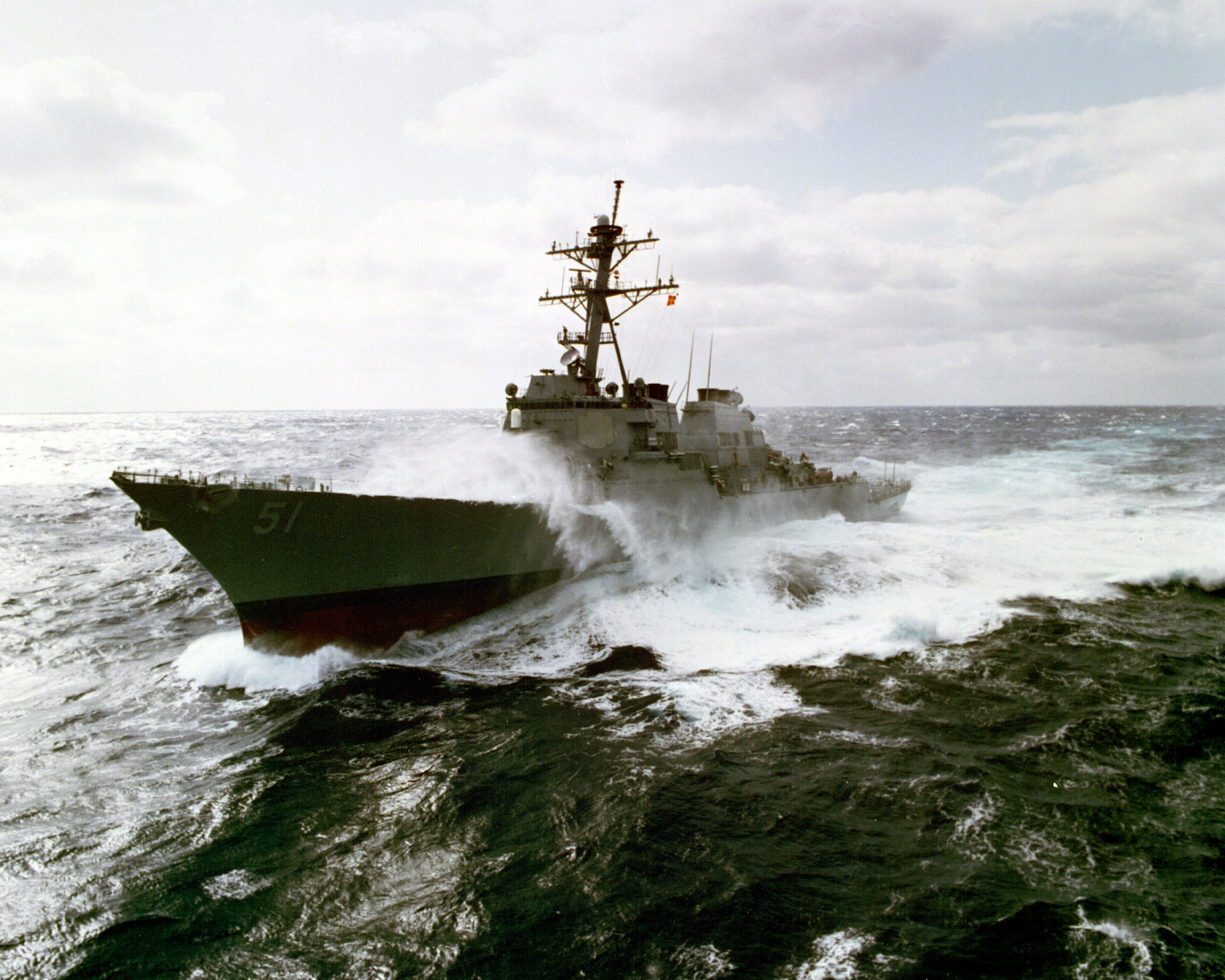